# Psychotria pubescens
Psychotria pubescens är en måreväxtart som beskrevs av Olof Swartz. Psychotria pubescens ingår i släktet Psychotria och familjen måreväxter. Inga underarter finns listade i Catalogue of Life.